# Sonate pour piano no 3 de Chopin
Pour les articles homonymes, voir Sonate pour piano no 3.
La Sonate pour piano no 3 en si mineur op. 58 est une œuvre de Frédéric Chopin de 1844.

## Histoire
Chopin a écrit seulement trois sonates pour son instrument phare. La première, op. 4, est une œuvre de jeunesse, écrite à 18 ans, de loin la moins connue. La seconde, op. 35, date de 1839 et est très célèbre notamment pour sa marche funèbre. La troisième a été écrite près de 5 ans après la précédente, durant l'été 1844, alors qu'il était en villégiature à Nohant-Vic, avec George Sand. Elle a été publiée un an plus tard mais ne semble jamais avoir fait l'objet d'une exécution en public du vivant du musicien. À noter que Chopin a utilisé une quatrième et dernière fois la forme sonate pour son op. 65 pour violoncelle et piano.
Elle est dédiée à la comtesse Élise de Perthuis (de), à qui le musicien a déjà dédié ses Mazurkas op. 24 et qui faisait office de conseiller musical auprès du roi Louis-Philippe.

## Structure
Elle comporte quatre mouvements et la durée d'exécution est d'environ un peu moins d'une demi-heure.
1. Allegro maestoso
2. Scherzo (molto vivace)
3. Largo
4. Finale. Presto non tanto

## Analyse
Si l'on compare les trois sonates, la troisième apparaît à la fois comme la plus aboutie, la plus monumentale, et celle qui représente le mieux le "style" Chopin.. En effet, l'équilibre entre ses mouvements est très conforme aux usages antérieurs, ce qui n'est pas le cas pour la seconde. Le premier mouvement riche jusqu'à l'excès en inventivité serait, dans sa forme, ce qu'il y a de plus "audacieux" dans l'œuvre, bien qu'il reste très fidèle aux règles. Le scherzo, en forme A-rapide / B-lent / A-rapide, reprend très scrupuleusement la forme et le caractère des scherzos classiques. Le largo offre le long développement de cantilènes qui figurent parmi les réussites les plus remarquables de l'auteur. Enfin le rondo final  - une brève ouverture théâtrale et dramatique, suivie d'une forme ABABA, les trois reprises du A de plus en plus chargées en émotion et en expressivité - se termine par une coda magistrale parcourant à plusieurs reprises l'étendue du piano. Le largo, comme d'ailleurs le premier mouvement dans son second thème, illustrent à la perfection la manière dont Chopin savait s'inspirer du "bel canto" et offrent ainsi deux mélodies envoûtantes.
Dans l'évolution de la sonate pour piano, cette œuvre tient une place remarquable. Après la floraison exubérante marquée par les prédécesseurs, notamment  Haydn, Mozart, Beethoven et Schubert, il était difficile de proposer quelque chose qui soit nouveau et qui restât une sonate. Et les compositeurs les plus renommés ne se sont pas souvent risqués à relever ce défi.
Les deux premières sonates de Chopin, même si la seconde est proprement géniale, et si la première témoigne de la virtuosité du jeune compositeur des deux concertos si précoces, ne réussissent pas vraiment à atteindre cet objectif. Dans sa dernière sonate, Chopin aura réussi à tout concilier, tout en s'exprimant pleinement. Cela en fait une œuvre comparable à bien peu d'autres.